# Гайленд Тауншип (округ Адамс, Пенсільванія)
Гайленд Тауншип (англ. Highland Township) — селище (англ. township) в США, в окрузі Адамс штату Пенсільванія. Населення — 997 осіб (2020).

## Демографія
Згідно з переписом 2010 року, у селищі мешкали 943 особи в 373 домогосподарствах у складі 299 родин. Було 398 помешкань
Расовий склад населення:
| - 95,5 % — білих - 0,7 % — чорних або афроамериканців - 0,4 % — корінних американців - 0,2 % — азіатів - 1,4 % — осіб інших рас |

До двох чи більше рас належало 1,7 %. Частка іспаномовних становила 2,7 % від усіх жителів.
За віковим діапазоном населення розподілялося таким чином: 21,5 % — особи молодші 18 років, 62,3 % — особи у віці 18—64 років, 16,2 % — особи у віці 65 років та старші. Медіана віку мешканця становила 45,7 року. На 100 осіб жіночої статі у селищі припадало 90,5 чоловіків;  на 100 жінок у віці від 18 років та старших — 96,3 чоловіків також старших 18 років.
Середній дохід на одне домашнє господарство  становив 84 513 долари США (медіана — 67 917), а середній дохід на одну сім'ю — 92 015 доларів (медіана — 80 694). Медіана доходів становила 49 792 долари для чоловіків та 38 375 доларів для жінок. За межею бідності перебувало 6,1 % осіб, у тому числі 12,4 % дітей у віці до 18 років та 0,0 % осіб у віці 65 років та старших.
Цивільне працевлаштоване населення становило 530 осіб. Основні галузі зайнятості: освіта, охорона здоров'я та соціальна допомога — 26,2 %, мистецтво, розваги та відпочинок — 13,2 %, виробництво — 10,4 %, науковці, спеціалісти, менеджери — 9,1 %.